# Friedrich Kasch

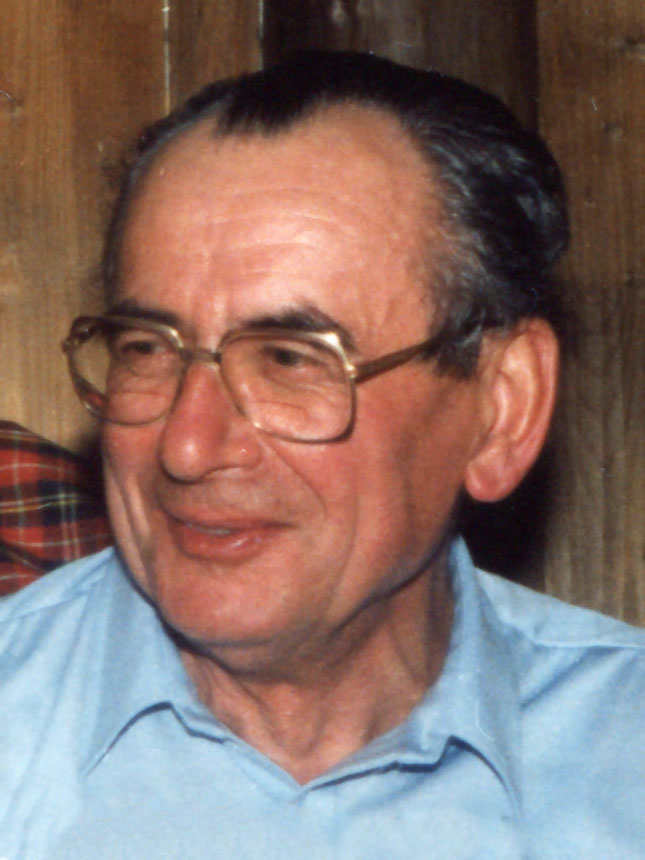
Friedrich Kasch, vor 1985

Friedrich Kasch (* 26. Mai 1921 in Bonn; † 11. März 2017) war ein deutscher Mathematiker und Hochschullehrer.

## Leben
Friedrich Kaschs Hauptarbeitsgebiet war die Algebra.
Er wurde 1950 in Münster bei Friedrich Karl Schmidt mit der Dissertation Über eine normierte Erzeugung von Schiefkörpererweiterungen zum Dr. rer. nat. promoviert, lehrte nach seiner Habilitation in Mainz und an der Universität Heidelberg und wechselte 1963 zum Mathematischen Institut der Ludwig-Maximilians-Universität München. Dort hatte er als ordentlicher Professor und Vorstand des Mathematischen Instituts von 1963 bis zu seiner Emeritierung 1987 einen Lehrstuhl für Algebra inne. Als Konrektor der Universität München (1969–1972) war er auch als Vorsitzender der Integrationskommission für die Pädagogischen Hochschulen tätig.
Vom Kultusministerium in die Gründungskommissionen für die Universitäten Bayreuth und Augsburg berufen, arbeitete er an deren Gründung mit. Kasch war von 1983 bis 1985 Dekan der Fakultät für Mathematik an der Universität München und führte in dieser Zeit das Fach Informatik an der Universität ein.
Er befasste sich mit Algebra (Theorie der Moduln und Ringe). Nach ihm sind Kasch-Ringe, Kasch-Bimoduln, Kasch-Radikal und Kasch-Dualität benannt.
Friedrich Kasch lebte in Icking.

## Veröffentlichungen
- mit Bodo Pareigis: Grundbegriffe der Mathematik. Ein Begleittext für das Studium der Mathematik. 3. Auflage, R. Fischer, München 1986, PDF
- Moduln und Ringe. Teubner 1977, ISBN 978-3-519-02211-4
- Modules and Rings. Universität München, PDF
- mit Adolf Mader: Regularity and Substructures of Hom, Frontiers in Mathematics. Birkhäuser, 2009.
- mit Adolf Mader: Rings, Modules, and the Total, Frontiers in Mathematics. Birkhäuser, 2004.
- Regularity in Hom, Algebra-Berichte. R. Fischer, München 1996.
- Galoissche Theorie der Schiefkörper, Algebra-Berichte, Math. Inst. Universität München, Fischer, München 1994.
- mit Wolfgang Schneider: The Total of Modules and Rings, Algebra-Berichte. Math. Inst. Univ. München, Fischer, München 1992.
- Partiell invertierbare Homomorphismen und das Total, Algebra-Berichte. R. Fischer, München 1988.
- The Total in the category of modules. Elsevier, 1990.